# Fontinalis redfearnii
Fontinalis redfearnii är en bladmossart som beskrevs av Bruce H. Allen 1991. Fontinalis redfearnii ingår i släktet näckmossor, och familjen Fontinalaceae. Inga underarter finns listade i Catalogue of Life.